# Нейл Перкінс
Нейл Перкінс (англ. Neil Perkins; 2 серпня 1979, Ліверпуль) — британський професійний боксер, призер чемпіонату світу серед аматорів.

## Спортивна кар'єра
2002 року Нейл Перкінс став чемпіоном Англії і ввійшов до складу її збірної.
2004 року Нейл Перкінс намагався пройти відбір на Олімпійські ігри 2004, але не зумів.
На чемпіонаті світу 2005 Нейл Перкінс досяг найбільшого успіху у своїй кар'єрі, завоювавши бронзову медаль.
- В 1/16 фіналу переміг Роберта Блазо (Словаччина) — RSCO 3
- В 1/8 фіналу переміг Ха На (Китай) — 25-19
- У чвертьфіналі переміг Самуеля Матевосяна (Вірменія) — 34-17
- В півфіналі програв Магомеду Нурудінову (Білорусь) — 21-33

Навесні 2006 року завоював бронзову медаль на Іграх Співдружності, програвши у півфіналі Віджендеру Сінґх (Індія) — 14-22.
На чемпіонаті Європи 2006 і на чемпіонаті світу 2007 програв в першому бою сербу Зорану Мітровичу.

## Професіональна кар'єра
2012 року Перкінс дебютував на професійному рингу і провів загалом шість переможних боїв.